# Full Sutton
Full Sutton est une paroisse civile et un village du Yorkshire de l'Est, en Angleterre.